# Fausta Quintavalla
Fausta Quintavalla (* 4. Mai 1959 in Montechiarugolo) ist eine ehemalige italienische Leichtathletin, die im Speerwurf erfolgreich war. Bei Mittelmeerspielen gewann sie zweimal Silber.

## Sportliche Karriere
Fausta Quintavalla trat für Fiat OM BS und für Iveco Turin an. Von 1979 bis 1984 war sie sechsmal in Folge italienische Meisterin im Speerwurf. Später folgten noch die Meistertitel 1986 und 1990. Ihre Bestleistung von 67,20 Meter warf sie am 22. Juni 1983 in Mailand.
Quintavalla belegte den fünften Platz bei den Junioreneuropameisterschaften 1977. Zwei Jahre später gewann sie bei den Mittelmeerspielen 1979 in Split die Silbermedaille hinter der Griechin Sofia Sakorafa. 1980 bei den Olympischen Spielen 1980 in Moskau erreichte sie mit 58,76 Meter als Zwölfte der Qualifikation das Finale und belegte dort dann mit 57,52 Meter ebenfalls den zwölften Platz. 1982 schied sie bei den Europameisterschaften in Athen als 17. in der Qualifikation aus. Im Juli 1983 trat Quintavalla bei der Universiade in Edmonton an. Mit 63,06 Meter wurde sie Zweite hinter der Westdeutschen Beate Peters. Bei den Weltmeisterschaften 1983 verpasste Quintavalla den Finaleinzug, mit 59,34 Meter war sie 15. der Qualifikation. Einen Monat später bei den Mittelmeerspielen in Casablanca wurde Quintavalla mit 59,08 Meter Zweite hinter der Griechin Anna Verouli. 1984 bei den Olympischen Spielen in Los Angeles belegte sie mit 57,66 Meter den 15. Platz in der Qualifikation. 1987 bei den Mittelmeerspielen in Latakia siegte die Jugoslawin Kristina Jazbinšek vor Anna Verouli und Sofia Sakorafa. Mit viereinhalb Metern Rückstand auf Sakorafa belegte Quintavalla den vierten Platz.